# Treglwang
Treglwang est une ancienne commune autrichienne du district de Liezen en Styrie.